# Cousinia scabrida
Cousinia scabrida là một loài thực vật có hoa trong họ Cúc. Loài này được Juz. mô tả khoa học đầu tiên.